# La Lima
La Lima – miasto w północnym Hondurasie, w departamencie Cortés, w gminie La Lima. W 2006 roku zamieszkane przez około 41,5 tys. osób. Miasto stanowi ośrodek przemysłu spożywczego i maszynowy.